# IC 2187
IC 2187 — галактика типу E-S0 (еліптична спіральна галактика) у сузір'ї Близнята.
Цей об'єкт міститься в оригінальній редакції індексного каталогу.